# Fériana (délégation)
Fériana est une délégation tunisienne dépendant du gouvernorat de Kasserine.
En 2004, elle compte 45 787 habitants dont 22 810 hommes et 22 977 femmes répartis dans 8 474 ménages et 9 637 logements.